# سفارة تركيا في السويد
سفارة تركيا في السويد هي أرفع تمثيل دبلوماسي لدولة تركيا لدى السويد. تقع السفارة في ستوكهولم وهي تهدف لتعزيز المصالح التركية في السويد.

## وصلات خارجية
- قائمة سفارات تركيا
- قائمة السفارات في السويد